# Pseudagrion spernatum
Pseudagrion spernatum là một loài chuồn chuồn kim thuộc họ Coenagrionidae. Loài này có ở Angola, Cộng hòa Dân chủ Congo, Ethiopia, Kenya, Malawi, Mozambique, Nam Phi, Tanzania, Uganda, Zambia, Zimbabwe, có thể cả Burundi, và có thể cả Cộng hòa Congo. Môi trường sống tự nhiên của chúng là vùng núi ẩm nhiệt đới hoặc cận nhiệt đới, vùng cây bụi nhiệt đới hoặc cận nhiệt đới vùng đất cao, và sông ngòi.